# 縱條紋脊沫蟬
縱條紋脊沫蟬（学名：Ptyelus vittatus）为尖胸沫蟬科脊沫蟬屬下的一个种。